# Monotrema bracteatum
Monotrema bracteatum är en gräsväxtart som beskrevs av Bassett Maguire. Monotrema bracteatum ingår i släktet Monotrema och familjen Rapateaceae.

## Underarter
Arten delas in i följande underarter:
- M. b. bracteatum
- M. b. major